# Mine de Chambishi
La mine de Chambishi est une mine à ciel ouvert de cuivre située en Zambie. Elle appartient à des capitaux chinois.